# Pokémon 3: Zaklęcie Unown
Pokémon 3: Zaklęcie Unown (jap. 劇場版ポケットモンスター 結晶塔の帝王 ENTEI Gekijōban Poketto Monsutā Kesshōtō no Teiō ENTEI; ang. Pokémon 3: The Movie) – japoński animowany film przygodowy science fantasy z 2000 roku w reżyserii Kunihiko Yuyamy na podst. franczyzy Pokémon. Trzeci pełnometrażowy film w ramach serialu anime Pokémon: Original Series (1997–2002).

## Wersja polska

### Wersja z dubbingiem
Wersja polska: Master Film

Reżyseria: Małgorzata Boratyńska

Dialogi: Elżbieta Kowalska

Dźwięk: Małgorzata Gil i Urszula Ziarkiewicz

Montaż: Agnieszka Kołodziejczyk

Kierownictwo produkcji: Romuald Cieślak

Tekst piosenki: Andrzej Brzeski

Kierownictwo muzyczne: Eugeniusz Majchrzak

Piosenkę śpiewali: Brygida Turowska, Krzysztof Pietrzak, Małgorzata Olszewska, Anna Apostolakis, Piotr Gogol i Adam Krylik

W polskiej wersji dźwiękowej wystąpili:
- Hanna Kinder-Kiss – Ash Ketchum
- Łukasz Nowicki – Spencer Hale / Entei
- Agnieszka Kunikowska – Molly Hale
- Iwona Rulewicz – Misty
- Marek Włodarczyk – Brock
- Mirosław Wieprzewski – Meowth
- Dorota Lanton – Jessie
- Jarosław Budnik – James
- Grzegorz Pawlak – profesor Oak
- Małgorzata Maślanka – oficer Jenny
- Mikołaj Klimek – Narrator
- Anna Bielańska –
  - Delia Ketchum,
  - siostra Joy
- Józef Mika – Tracey
- Monika Kwiatkowska – Liza
- Damian Aleksander
- Małgorzata Kaczmarska

### Wersja z lektorem
Wersja polska: dla TVN – Master Film

Tekst: Dariusz Dunowski

Czytał: Piotr Borowiec

## Premiera
Polska premiera kinowa odbyła się 8 kwietnia 2002 roku. W Polsce film był wyświetlany tylko w jednym kinie na specjalnym zamkniętym pokazie będącym nagrodą w konkursie „Złap ten smak” organizowanym przez producenta napoju Mirinda, a także emitowany w: TVN, TVN Siedem – premiera w kwietniu 2005 (wersja lektorska) i HBO – premiera w lutym 2003, HBO 2 (wersja dubbingowa).